# Шокурово
Шоку́рово (рос. Шокурово) — село у складі Нижньосергинського району Свердловської області. Входить до складу Михайловського міського поселення.
Населення — 754 особи (2010, 949 у 2002).
Національний склад станом на 2002 рік: татари — 95 %.